# Cabo Bojador

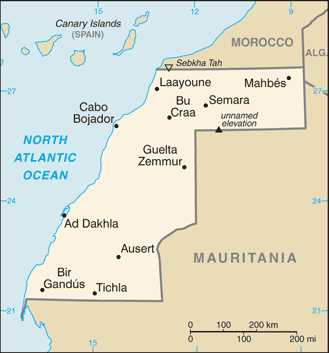
Mapa do Saara Ocidental, com a localização do cabo Bojador

O cabo Bojador (em árabe: رأس بوجادور‎; romaniz.: Rā's Būjādūr) situa-se  na costa do Saara Ocidental, na área controlada por Marrocos, junto à cidade homónima. Fica na latitude 26° 07' 37"N e na longitude 14° 29' 57"O.

## A passagem
A primeira passagem pelo cabo deve-se ao navegador português Gil Eanes, em 1434. O desaparecimento de embarcações que anteriormente o tinham tentado contornar levou ao mito da existência de monstros marinhos e da intransponibilidade do Bojador.
O cabo Bojador era conhecido como Cabo do Medo. Recifes de arestas pontiagudas fervilham aquela região tornando a navegação muito arriscada. A 25 quilómetros da costa do cabo, em alto mar, a profundidade é de apenas dois metros, provavelmente devido ao assoreamento provocado por milhares de anos de tempestades de areia sopradas pelo deserto do Saara.[carece de fontes?]
Em maio de 1434, Gil Eanes aparelhou uma barca de 30 toneladas, com um só mastro, uma única vela redonda, parcialmente coberta e também movida a remos. A sua tripulação era de apenas quinze homens. Ao chegar às proximidades do Cabo do Medo, manobrar para oeste afastando-se da costa africana. Após um dia inteiro de navegação longe da costa, deparou com uma baía plácida de ventos amenos, e então dobrou para sudeste e logo percebeu que havia deixado o cabo Bojador para atrás
A passagem do cabo Bojador foi um dos marcos mais importantes da navegação portuguesa. Derrubou os velhos mitos medievais e abriu caminho para os grandes Descobrimentos.

## Literatura
O Bojador é igualmente referido no poema Mar Português, de Fernando Pessoa, na segunda parte do livro Mensagem
| “ | X. Mar Português Valeu a pena? Tudo vale a pena Se a alma não é pequena. Quem quer passar além do Bojador Tem de passar além da dor. Deus ao mar o perigo e o abismo deu, Mas foi nele que espelhou o céu. | ” |

O Bojador também e referido na peça "O Bojador", de Sophia de Mello Breyner Andresen.